# Geografia Bhutanu

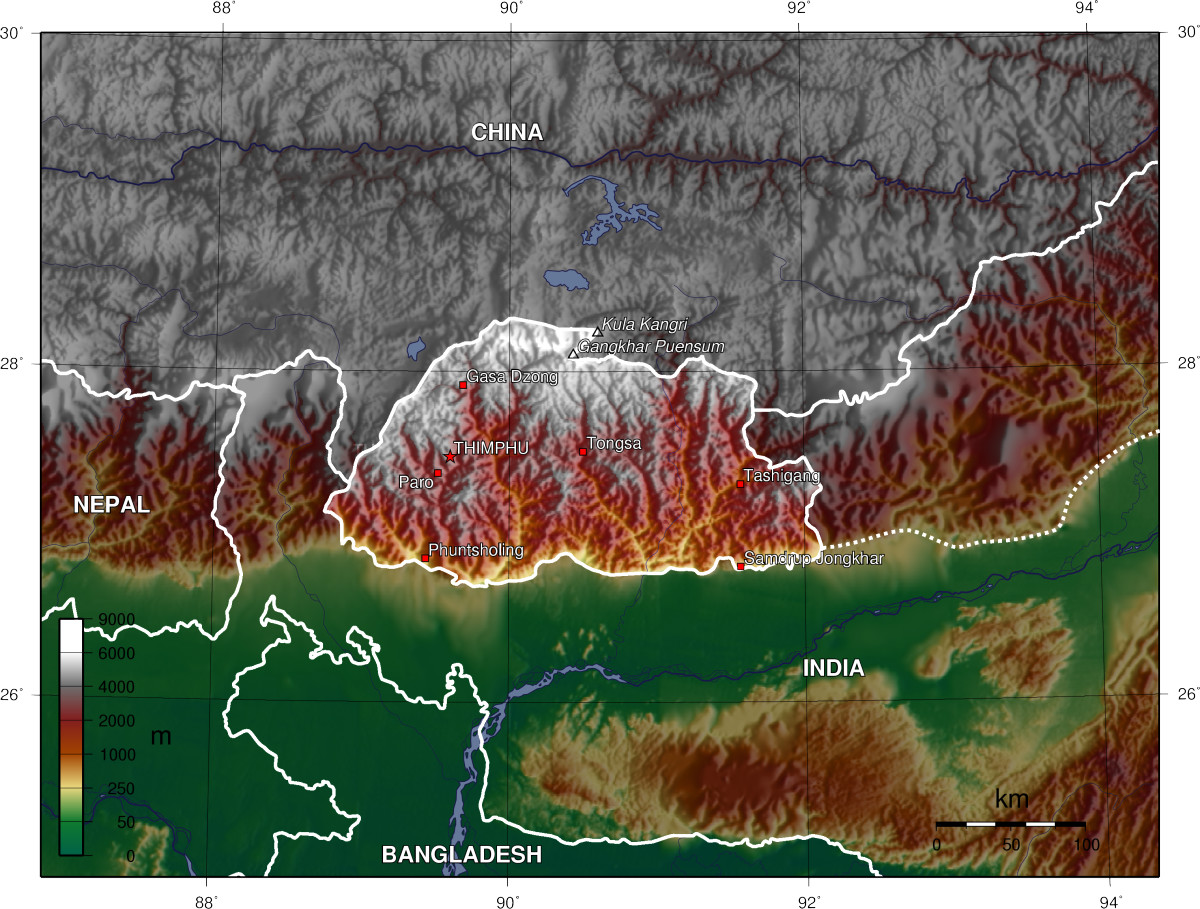
Mapa fizyczna Bhutanu

Bhutan jest jednym z najmniejszych państw kontynentu azjatyckiego. To niewielkie królestwo (monarchia dziedziczna od 1907 roku) leżące w południowej części Azji Środkowej jest także państwem  należącym do krajów o jednej z najwyższych średnich wysokości nad poziomem morza. Od 1972 do 2006 krajem rządził Jigme Singye Wangchuck, który abdykował na rzecz swojego syna Jigme Khesar Namgyel Wangchucka.

## Powierzchnia i granice

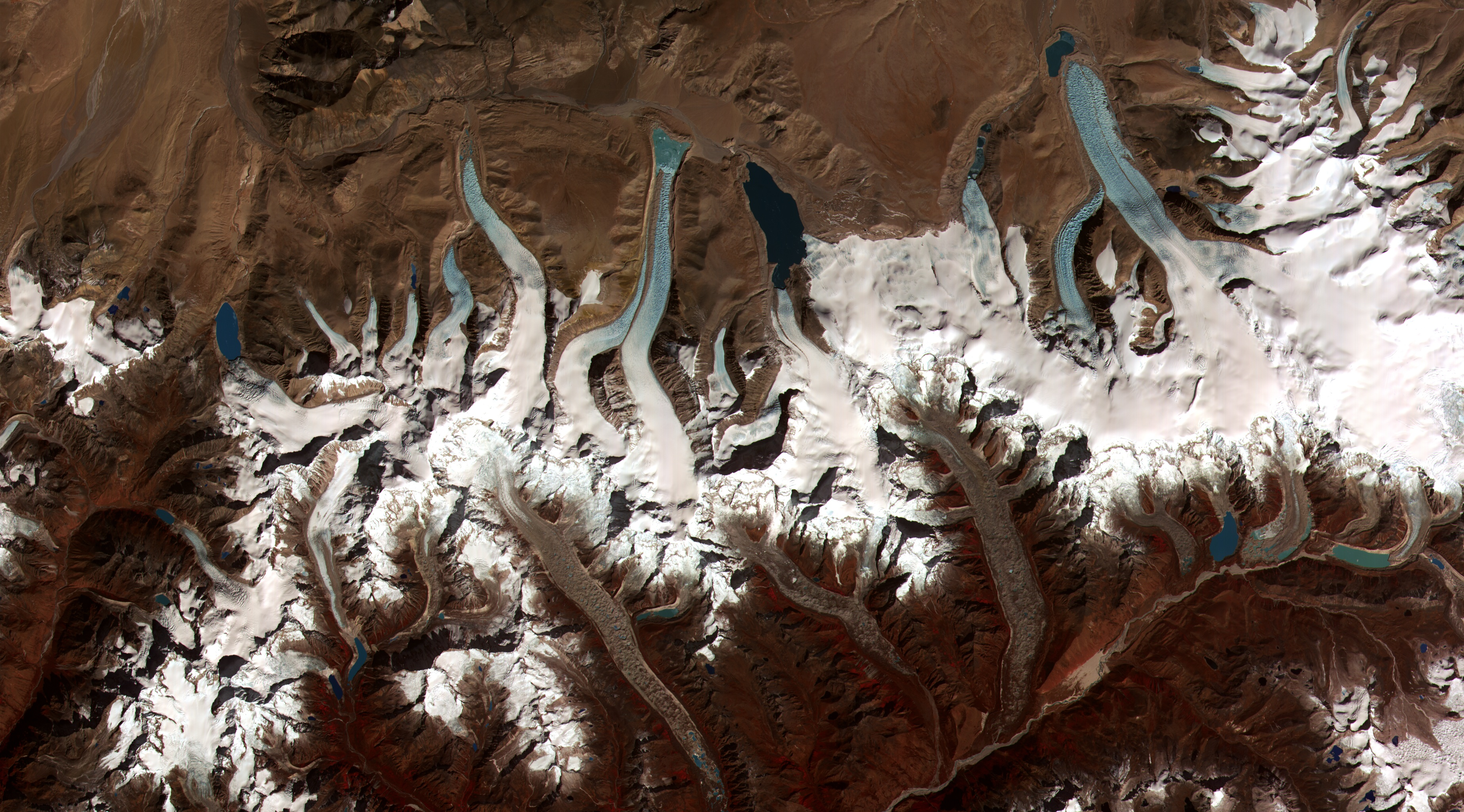
Bhutan widziany z kosmosu

Powierzchnia – 47 000 km².
Skrajne punkty – północny 28°00'N, południowy 26°43'N, zachodni 88°45'E, wschodni 92°00'E Bhutan jest krajem o długości około 300 km i szerokości 150 km.
Bhutan graniczy: od północy z Chinami – 470 km, a od południa i zachodu z Indiami – 605 km. Bhutan jest krajem śródlądowym, którego dzieli dystans ponad 500 km od Oceanu Indyjskiego (Zatoka Bengalska).

## Budowa geologiczna i rzeźba
Bhutan jest krajem wysokogórskim, gdzie połowa powierzchni kraju jest wyniesiona ponad 3000 m n.p.m. Kraj leży we wschodniej części Himalajów, pomiędzy ich głównym wododziałem, którym biegnie granica z Chinami, a południową krawędzią przedgórza wzdłuż którego została przeprowadzona granica z Indiami.
W kraju wyróżnia się trzy jednostki fizycznogeograficzne. Pierwszą z nich jest przedgórze zwane Subhimalajami, które jest zbudowane z utworów osadowych, pochodzących głównie z trzeciorzędu. Obszar ten obejmuje tereny położone od 600 do 1 500 m n.p.m.  Najniżej położone obszary leżą na samym południu Bhutanu, przy granicy z Indiami. Tereny te poprzecinane są dolinami rzek. Drugą jednostką jest region zwany – Himalaje Małe. Ten górzysty region, gdzie wysokość jego waha się od 1500 do 4500 m n.p.m. zbudowany jest z silnie pofałdowanych utworów paleozoicznych i mezozoicznych. Trzecia kraina to Himalaje Wysokie, czyli jak sama nazwa wskazuje są to najwyższe partie łańcucha Himalajów. Góry jakie tam się wznoszą, składają się utworów o średnich wysokości 6000 m n.p.m. Wiele szczytów przekracza wysokość 7000 m n.p.m. Są to jedne z najwyżej położonych regionów na Ziemi. Góry te zbudowane są ze skał pochodzących z prekambru i wczesnego paleozoiku. Najwyższym szczytem kraju jest Czomo Lhari, który wznosi się na 7315 m n.p.m.

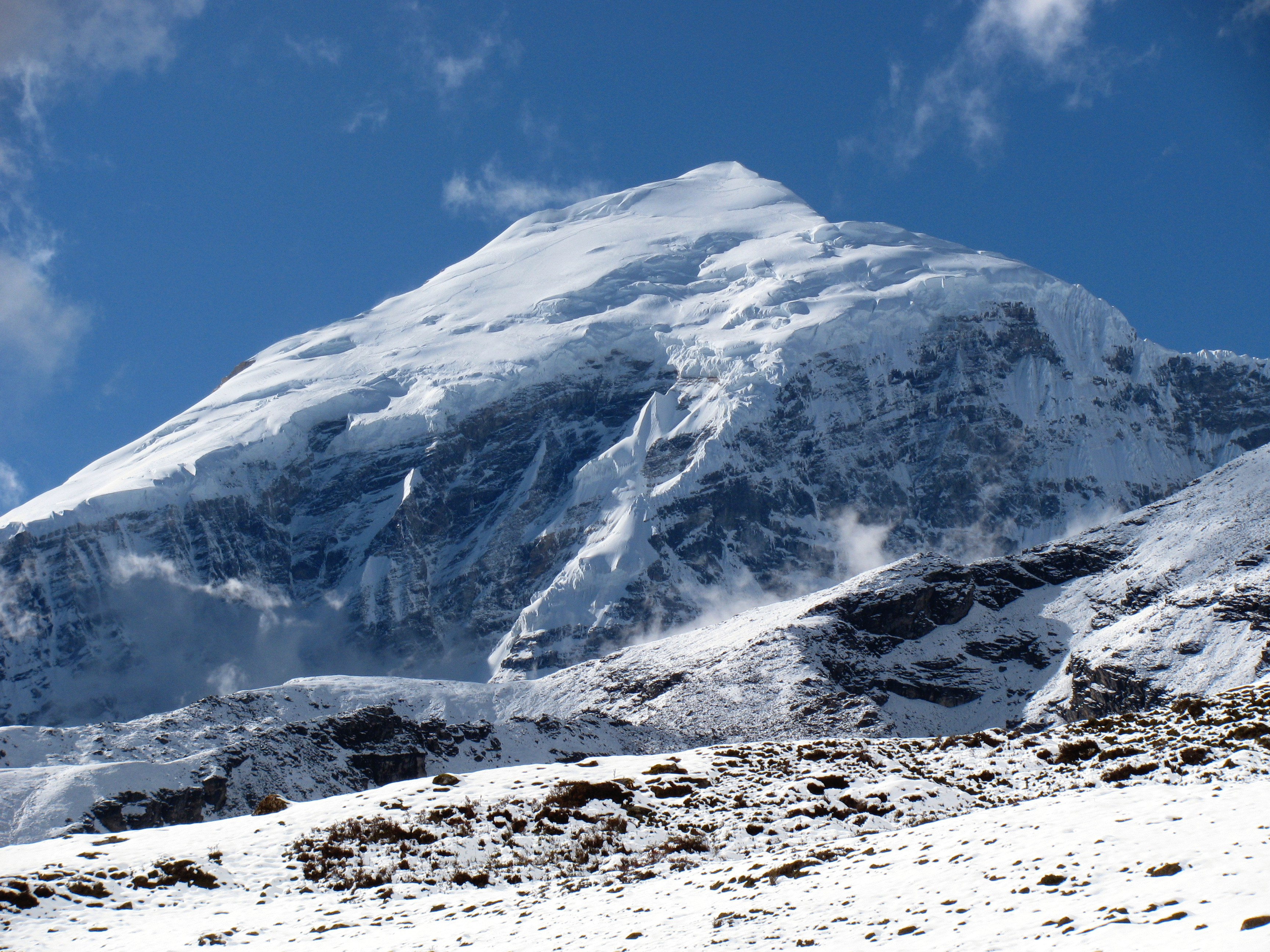
Himalaje Wysokie

## Klimat
Mimo szerokości geograficznych na jakich położony jest Bhutan, klimat zalicza się do strefy klimatów podzwrotnikowych, o chłodnej i górskiej odmianie. W kraju ze względu na wysokość nad poziomem morza wyróżnia się trzy strefy pogodowe.
Na przedgórzach, na południu kraju panuje klimat podzwrotnikowy o monsunowym charakterze. Region ten otrzymuje duże ilości opadów – około 2000 mm. Występuje tam pora deszczowa, która trwa zazwyczaj od maja do września, oczywiście w porze suchej zimą także zdarzają się opady deszczu; jednak najintensywniejsze deszcze mają miejsce latem. Roczna amplituda termiczna jest dość wysoka. Zimą w styczniu średnie wartości oscylują w granicach 15 °C, latem zaś w granicach 30 °C.
Na obszarze Himalajów Małych klimat jest bardziej surowy, co wiąże się ze znacznymi wysokościami nad poziomem morza. Zimy są chłodne, a w wyższych partiach gór - mroźne. Średnia temperatura dla stycznia to około 4 °C, czerwca zaś 26 °C. Opady jednak są stosunkowo niskie, rzędu 650 mm. rocznie.
Tereny wchodzące w skład Himalajów Wielkich reprezentują klimat wysokogórski, który swym rocznym przebiegiem aury, nie odróżnia się od klimatu subpolarnego. Przez cały rok jest mroźno, temperatury średnie nie przekraczają 0 °C. W nocy zwłaszcza zimą występują silne mrozy nawet do -30 °C. Opady są niskie i występują tylko w postaci śniegu. Tereny leżące powyżej 5000 m n.p.m. nazywane są zimną pustynią, na tej wysokości przebiega granica wiecznego śniegu.

## Wody
Zasoby wodne Bhutanu są obfite, tak samo jak sieć rzeczna kraju, jest bardzo gęsta. Wiąże się to nie z opadami deszczu, ale z obecnością wysokich gór, na których nie tylko przez cały rok leży śnieg, ale i występują też lodowce. Lodowce pokrywają 10% powierzchni kraju i są ważnym źródłem zasilania rzek. Bhutan należy do zlewiska Oceanu Indyjskiego.
W wyższych partiach Himalajów mają swoje źródła takie rzeki jak Sankosz i Manas-czʽu, które spływają górskimi dolinami na południe i uchodzą do Brahmaputry. W okresie letnim, kiedy w górach temperatury nieznacznie przekraczają wartość 0 °C (na słońcu jest wówczas nawet o 15 °C więcej) występujące tam lodowce i śniegi topią się, a w połączeniu z opadami w niższych partiach gór – sprawia, że Bhutan często nawiedzany jest przez gwałtowne powodzie. Poza rzekami w górach występują jeziora pochodzenia lodowcowego.

## Gleby
W kraju występuje kilka typów gleb. Na południu kraju zalegają urodzajne gleby aluwialne. W Himalajach Małych występują czerwonożółte ferrasole, a na terenach posiadających podłoże wulkaniczne – andosole. W Himalajach Wielkich przeważają gleby inicjalne takie jak regosole i litosole.

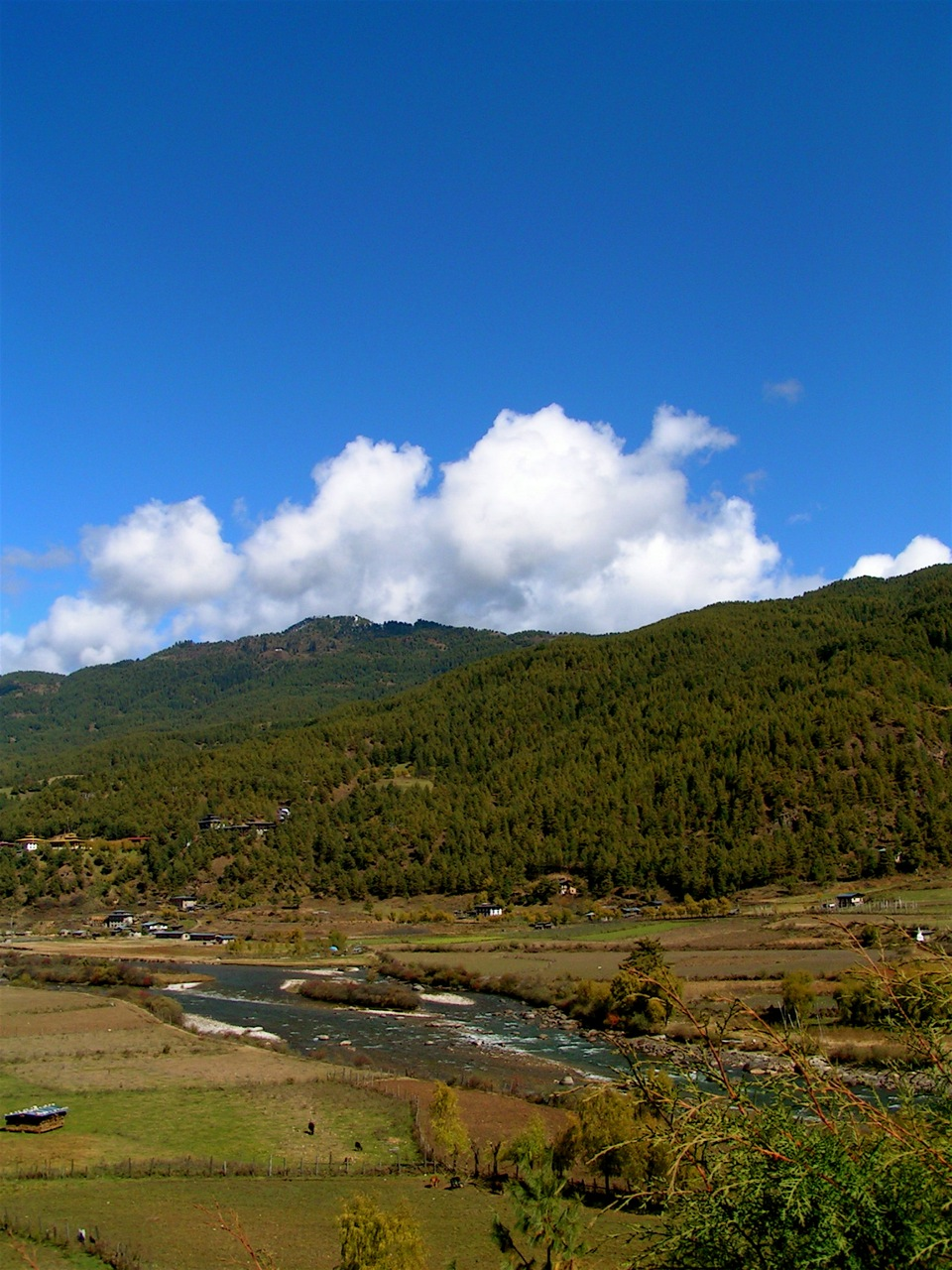
Himalaje Małe

## Flora
Szata roślinna Bhutanu jest dobrze zachowana. Prawie 60% powierzchni kraju porastają lasy, które dzielą się na lasy monsunowe na południu i górskie na obszarach powyżej 2000 m n.p.m. Lasy monsunowe w porze suchej zrzucają liście, a reprezentują je takie gatunki jak drzewo tekowe czy damarzyk. Lasy górskie to formacje typowo alpejskie gdzie rosną sosny, jodły, a w niższych partiach gór dęby. Lasy te porastają do tereny górskie do wysokości 3300 m n.p.m. Powyżej ten ekosystem przechodzi w roślinność krzaczastą (karłowate zarośla), a następnie w łąki wysokogórskie. Powyżej mniej więcej 4500 m n.p.m. roślinność zanika, występują tam nagie skały, śniegi i lodowce.

## Fauna
Fauna typowa dla terenów górskich Regionu Środkowoazjatyckiego. Do ssaków kopytnych zaliczyć należy gazelę tybetańską, nachura i dziką owcę, oraz koziorożca syberyjskiego. Z drapieżników na terenach górzystych żyją niedźwiedzie himalajskie oraz irbisy. Gady są także zwierzętami, które żyją w Bhutanie na znacznych wysokościach, są to między innymi agama himalajska i gatunek węża – mokasyn himalajski.
W kraju utworzono cztery parki narodowe, a największy z nich to Dżigme Dordżi.
Według BirdLife International w Bhutanie odnotowano 609 gatunków ptaków (pod tym względem jest to 50. państwo na świecie), zarówno na stałe występujących w kraju jak i okazjonalnie zalatujących. Wśród nich znajdują się 4 krytycznie zagrożona wyginięciem – czapla białobrzucha (Ardea insignis), podgorzałka zielonogłowa (Aythya baeri), sęp bengalski (Gyps bengalensis) oraz sęp łysy (Sarcogyps calvus). Jeden gatunek, orzeł stepowy (Aquila nipalensis), jest zagrożony wyginięciem. 15 gatunków uznano za narażone, 24 za bliskie zagrożenia; pozostałe to gatunki najmniejszej troski (żaden nie posiada statusu niedostateczne dane; stan pod koniec 2015). W Bhutanie są 23 obszary uznane za ostoje ptaków IBA. Wśród nich znajdują się wszystkie cztery parki narodowe: Dżigme Dordżi, Dżigme Senge Wangczʽuk, Gjepo Manas i Tʽrumsingla.